# José Manuel Marroquín
Pour les articles homonymes, voir Marroquín.
José Manuel Marroquín est un écrivain et homme d'État colombien, né le 6 août 1827 à Bogota et mort le 19 septembre 1908 à Bogota. Il est président de la République  entre 1900 et 1904.